# Suijavaara
Suijavaara även Sudjavaara (nordsamiska: Sudjávárri) är en ort i Karesuando socken i Kiruna kommun. Orten ligger fyra mil söder om Karesuando. , Nio kilometer från riksväg 99. Den är belägen vid västra sidan av sjön Suijajärvi. Byborna har historiskt levt på jakt och fiske (med både nät och not)  samt mindre jordbruk. Det sista jordbruket lades dock ner på 80-talet, spåren efter jordbruken i form av ängar och slåttermyrar finns ännu kvar.
Orten har varit bebodd sedan tidiga 1700-talet och har varit en knutpunkt i den så kallade "tobaksleden", då bland annat rysk tobak fraktades. I byn finns en hembygdsgård och stuguthyrning. Vid folkräkningen 1890 hade Sudjavaara 12 invånare. Idag finns det ca 30 åretruntboende och ett tiotal fritidshus.
I Suija hittar du också den nordliga ingången till Naturreservatet Pessinki Fjällurskog.